# ザウバー・C22
ザウバー・C22 (Sauber C22) は、ザウバーが2003年のF1世界選手権に投入したフォーミュラ1カー、デザイナーはウィリー・ランプ。

## 2003年シーズン
ドライバーはニック・ハイドフェルドと前年フェリペ・マッサの代役として1戦のみスポット参戦したハインツ＝ハラルド・フレンツェンのドイツコンビとなった（ハイドフェルドとフレンツェンは同じメンヒェングラートバッハ生まれである）。フレンツェンは1996年以来実に7年ぶりにレギュラードライバーとしてザウバーのステアリングを握ることとなった。
在籍3年目となるハイドフェルドだったが、最高位はアメリカグランプリの5位入賞に留まった。一方でフレンツェンは同グランプリで3位表彰台を獲得した。このシーズンでは最終的に19ポイントを獲得し、コンストラクターズランキング6位となった。
フレンツェンはこのシーズン限りでF1を引退、1994年にザウバーでデビューしてから9年目、同じチームでキャリアを終えた。ハイドフェルドもザウバーを離脱し、2004年はジョーダンへ移籍した。

## スペック

### シャーシ
- シャシー名 C22
- 材質 カーボンファイバー・モノコック
- トレッド 1,470 mm (F) / 1,410 mm (R)
- ホイールベース 3,100 mm
- 全高 1,000 mm
- 全長 4,470 mm
- ギアボックス 7速セミオートマチック
- クラッチ ザックス
- ブレーキ ブレンボ
- ホイール O・Z
- タイヤ ブリヂストン

### エンジン
- エンジン ペトロナス03A 自然吸気
- 気筒数 V型10気筒
- 排気量 2,997 cc
- スパークプラグ・バッテリー NGK/SPE
- 燃料・潤滑油 ペトロナス

## 結果
| 年   | No. | ドライバー                       | 1   | 2   | 3   | 4   | 5   | 6   | 7   | 8   | 9   | 10  | 11  | 12  | 13  | 14  | 15  | 16  | ポイント | ランキング |
| 年   | No. | ドライバー                       | AUS | MAL | BRA | SMR | ESP | AUT | MON | CAN | EUR | FRA | GBR | GER | HUN | ITA | USA | JPN | ポイント | ランキング |
| ---- | --- | -------------------------------- | --- | --- | --- | --- | --- | --- | --- | --- | --- | --- | --- | --- | --- | --- | --- | --- | -------- | ---------- |
| 2003 | 9   | ニック・ハイドフェルド           | Ret | 8   | Ret | 10  | 10  | Ret | 11  | Ret | 8   | 13  | 17  | 10  | 9   | 9   | 5   | 9   | 19       | 6位        |
| 2003 | 10  | ハインツ＝ハラルド・フレンツェン | 6   | 9   | 5   | 11  | Ret | DNS | Ret | Ret | 9   | 12  | 12  | Ret | Ret | 12  | 3   | Ret | 19       | 6位        |

太字はポールポジション、斜体字はファステストラップ
- ドライバーズランキング
  - ニック・ハイドフェルド 14位(6ポイント)
  - ハインツ＝ハラルド・フレンツェン 11位(13ポイント)